# Groep Luchtmacht Reserve
De Groep Luchtmacht Reserve (GLR) is de reserve-component van het Commando Luchtstrijdkrachten (CLSK). De GLR is een zelfstandig onderdeel binnen het CLSK.
GLR personeel ondersteunt het CLSK beroepspersoneel met algemene taken (bewaking, ceremonieel en oefeningen) maar is ook bij calamiteiten inzetbaar. De reservisten vullen daarnaast tijdelijk openvallende plaatsen in de organisatie en ondersteunen daarmee het beroepspersoneel. Zij zijn flexibel inzetbaar, divers aan kennis en ervaring. Een reservist kan zich, op basis van aanvragen uit de organisatie, zelf inroosteren.

## Geschiedenis
De voorlopers van de GLR waren het Vrijwillig Landstormkorps Luchtwachtdienst (VLSK-Lwd), het Vrijwillig Landstormkorps Luchtafweerdienst (VLSK-Lad) en het Korps Luchtwachtdienst (KLD).
Het onderdeelembleem van de GLR was in haar oorspronkelijke vorm toegekend aan het op 1 januari 1996 opgeheven 20 LB Squadron van de op 7 december 2007 van haar militaire taken ontheven Vliegbasis Twenthe.
De oprichting van de GLR vond plaats op 20 november 2004 door overhandiging van de onderdeelvlag aan de eerste commandant van de GLR, Lt. Kol. Peer Dekkers en werd operationeel op 1 januari 2005. Bij haar oprichting was de GLR georganiseerd in vijf Squadrons, te weten:
- Staf GLR op Air Operations Control Station Nieuw-Milligen (AOCS NM)
- 600 Squadron Opleidings- en Ondersteunend Squadron Luchtmacht Reserve op de toenmalige Vliegbasis Soesterberg
- 601 Squadron Reservisten Militaire Taken (RMT) met vier pelotons op Vliegbasis Volkel
- 602 Squadron Reservisten Militaire Taken (RMT) met drie pelotons verdeeld over de toenmalige Luchtmachtbasis De Peel (sinds 2012 de Luitenant-generaal Bestkazerne) en Vliegbasis Eindhoven
- 603 Squadron Reservisten Militaire Taken (RMT) met drie pelotons verdeeld over Air Operations Control Station Nieuw-Milligen (AOCS NM) en Vliegbasis Leeuwarden
- 604 Squadron Reservisten Militaire Taken (RMT) met drie pelotons verdeeld over Vliegbasis Gilze-Rijen, de toenmalige Vliegbasis Soesterberg en Vliegbasis Woensdrecht

In december 2013 vond er een reorganisatie plaats waarbij het aantal Squadrons teruggebracht werd naar twee, het huidige 519 en 520 Squadron, en onderverdeeld in Vluchten.

## Opleiding
Militaire ervaring is niet noodzakelijk om reservist te worden bij de GLR. Iedere reservist volgt na de keuring en aanstelling een Algemene Militaire Opleiding (AMO). Wanneer deze AMO is afgerond is de reservist opgeleid tot basismilitair. De opleiding wordt verzorgd door de Koninklijke Militaire School Luchtmacht (KMSL) en is gelijkgesteld aan de AMO die door beroepsmilitairen wordt gevolgd aan hetzelfde instituut. De AMO van de GLR (AMO-GLR) duurt in totaal drie weken, en wordt verder onderverdeeld in zeven niet-aaneengesloten driedaagse modules (inclusief de zaterdag) .
Na het volgen van de AMO dienen Luchtmacht-reservisten net als hun beroepscollega's een vaktechnische opleiding (VTO) te volgen. Voor de GLR bestaat alleen de opleiding 'Beroeps Verdiepende Opleiding Korporaal Bewaker/Beveiliger' (BVO-KBB), tijdens deze drieweekse opleiding worden de reservisten opgeleid tot bewaker voor vredesbedrijfsvoering. Ook voor deze opleiding aan de KMSL geldt, dat de drie weken bestaan uit zeven niet-aaneengesloten driedaagse modules (inclusief de zaterdag).

## Organisatie
- Staf GLR op de Luchtmachttoren in Breda
- Integrale Plannings Cel (IPC) op de Luchtmachttoren in Breda
- 519 Squadron, Staf op Air Operations Control Station Nieuw-Milligen (AOCS NM); twee vluchten op AOCS; twee vluchten op Vliegbasis Volkel en één vlucht op Vliegbasis Leeuwarden
- 520 Squadron, Staf op Vliegbasis Gilze-Rijen; één vlucht op Vliegbasis Eindhoven; twee vluchten op Vliegbasis Gilze-Rijen en één vlucht op Vliegbasis Woensdrecht

Embleem 519 Sqn
Embleem 520 Sqn